# أوليفر ريك
أوليفر ريك (بالألمانية: Oliver Reck) (و. 1965  م) هو لاعب كرة قدم سابق، ومدرب كرة قدم، من ألمانيا، ولد في فرانكفورت، شارك في الألعاب الأولمبية الصيفية 1988، وبطولة أمم أوروبا 1996، مركز لعبه هو حارس مرمى.

## مسيرته الكروية
لعب أوليفر ريك خلال مسيرته الاحترافية مع 3 أندية في عشرون موسمًا وسجل خلالها هدفًا واحدًا ضمن 507 مباراة. حيث فاز في أربعة مواسم بالكأس وفي موسمين بالدوري.
خاض أوليفر ريك مسيرته مع نادي كيكرز أوفنباخ في موسم 1983–84 ولمدة موسمين، مشاركًا في 50 مباراة ولم يسجل أي هدف. ثم انتقل إلى نادي فيردر بريمن في موسم 1985–86 ليلعب معه ثلاثة عشر موسمًا، حيث شارك في 345 مباراة ولم يسجل أي هدف أيضًا. لينتقل بعدها إلى نادي شالكه 04 في موسم 1998–99 ليلعب معه خمسة مواسم، مشاركًا في 112 مباراة سجل خلالها هدفًا واحدًا.

## وصلات خارجية
- أوليفر ريك على موقع الاتحاد الدولي (مؤرشف)  (الإنجليزية)
- أوليفر ريك على موقع الاتحاد الأوربي (الإنجليزية)
- أوليفر ريك على موقع قاعدة بيانات كرة القدم.إي يو (الإنجليزية)
- أوليفر ريك على موقع بيانات كرة القدم. دي إي (الألمانية)
- أوليفر ريك على موقع ناشيونال فوتبول تيمز (الإنجليزية)
- أوليفر ريك على موقع عالم كرة القدم.نت (الإنجليزية)
- أوليفر ريك على موقع أوليمبيديا (الإنجليزية)